# Система за управление на съдържанието
 Тази статия е за софтуер.  За детектора на елементарни частици вижте CMS (детектор).  
Система за управление на съдържанието (на английски: Content Management System – CMS) е вид приложен софтуер, който позволява публикуването и редактирането на уебсайт, както и поддръжка на главен интерфейс. Целта е да се улесни изграждането на динамичен уебсайт, с възможност за лесна и бърза промяна на съдържанието му. Тези системи значително улесняват работата в екип и предлагат много възможности за делегиране на различни административни права и роли в процеса на създаване и редактиране на съдържанието.
Системите за управление на съдържанието често се използват в разнообразни уебсайтове: корпоративни или лични блогове, новинарски портали и електронни магазини. Тази технология цели да се избегне или поне да намали максимално нуждата от ръчно писане на код. Така значително се намалява необходимостта от специалисти, които да поддържат програмния код. Това разделение позволява на ползвателите на системите да се съсредоточат върху създаването и редактирането на самото съдържание, а не върху използваните технологиите, за да може то да бъде достъпно за целевата аудитория.
Съществуват различни видове системи, които се различават главно по нивото на функционалност. Някои от тях съдържат изключително мощен инструментариум за управление на процесите, но в замяна изискват по-задълбочени познания от страна на ползвателите. Такива системи са подходящи за големи организации, които имат достатъчен ресурс за поддръжката им. Други системи залагат на максимално опростен и интуитивен потребителски интерфейс и позволяват дори на хора с минимални компютърни знания и умения да споделят съдържание.

## Основни характеристики
Основното предназначение на системите за управление на съдържание е да се управлява информацията в уебсайтове и корпоративни системи. Независимо дали става въпрос за личен блог или корпоративен уебсайт, системата за управление на съдържанието позволява на потребители без познания по HTML и CSS да добавят съдържание. Има изключително голям избор от такива системи и всяка една от тях е различна, но общото е, че те имат интуитивен интерфейс и могат да се използват и от хора без умения в програмирането. Част от тези системи предоставят само необходимите за обикновения потребител функции по лесен и достъпен начин, а други – възможност за изключително сложна манипулация на данните. Повечето системи за управление включват публикуване, форматиране, преглед, индексиране, търсене и извличане на текстове. Системата може да се използва за централно хранилище, съдържащо документи, филми, снимки, телефонни номера, научни данни и др. Тя може да се използва за съхранение, контролиране, преразглеждане, семантично обогатяване и публикуване на документацията. Потребителите лесно могат да добавят и изтриват картинки и снимки и да редактират текста на собствените си уебсайтове. Системата автоматично генерира хиперлинковете и се грижи за правата на достъп на потребителите.

### Популярност на системите за управление на съдържанието
Около 50% от всички уебсайтове в интернет пространството използват някакъв вид система за управление на съдържанието. С най-висок дял се отличава WordPress, която задвижва повече от половината уебсайтове с такива системи. След нея се нареждат Joomla, Drupal, modX, textPattern, Refinery CMS, Concrete5, DotNetNuke, Umbraco, ExpressionEngine, Radiant, SilverStripe, Alfresco, Contao (TYPOlight). Интернет пространството е в целият свят, а половината на 50% е 25%, т.е. 25% от всички сайтове в света използват WordPress.

### Уеб система за управление на съдържанието
Уеб системата за управление на съдържанията е пакет или самостоятелно приложение за създаване, управление,
съхраняване и използване на съдържанията в уеб страниците. Уеб съдържанието включва текст и вградени графики, снимки, видео, аудио файлове, както и програмен код. Уеб системата може да събира и индексира съдържания, избира и сглобява съдържания по време на работа или да доставя съдържания за определени потребители по определен начин, като например друг език. Този вид системи обикновено позволяват на клиента да контролира HTML базирани съдържания, файлове документи и уеб хостинг планове, въз основа на системата и дълбочината на нишата, която тя обслужва.

### Компонентна система за управление на съдържанието
Компонентната система за управление на съдържанието е специализирана в създаването на документи от съставни части. Като например CCMS, която използва DITA XML позволява на потребителите да сглобяват индивидуални теми в една карта (документ). Тези компоненти могат да се използват повторно с друг документ или с друго множество такива. Това гарантира, че съдържанието е наблюдавано и в целия набор документация. Все пак този вид система не е подходяща за големи организации, защото те имат възможност да си поръчат система, отговаряща на техните изисквания.

### Корпоративна система за управление на съдържанието
Корпоративната система за управление на съдържанието организира документи, контакти и записи, свързани с процесите на търговската организация. Тази система структурира корпоративната информация по начин, който е най-подходящ за организацията, като предоставя лесна достъпност до нея от служителите и клиентите и осигурява максимална сигурност на информацията.

### Системи за управление на дигитални активи
Управлението на дигитални активи (УДА) се състои от задачи и решения, свързани с каталогизиране, съхранение, анотиране, извличане и разпространение на дигитални активи.
Дигитални снимки, анимации, видео и музикални файлове представляват целевите зони на управлението на медийни активи (подкатегория на УДА). Системите за управление на дигитални активи (СУДА) съдържат в себе си софтуерни и хардуерни системи, които подпомагат процеса на управление на дигитални активи. Терминът „управление на дигитални активи“ се отнася и за протокола за сваляне, преименуване, създаване на копия, групиране, архивиране, оптимизиране, поддръжка и експорт на файлове.
Управляваният „актив“ се взима и съхранява в цифров формат. Обикновено има целева версия или още наричана „същинска“ – версия на актива с най-висока резолюция и най-достоверно възпроизвеждане. Активът се описва чрез мета данни. Метаданните са описанието на самия актив, като дълбочината на описанието може да варира в зависимост от нуждите на системата, създателя или потребителя. Метаданните описват:
- Съдържанието на актива (какво се съдържа в пакета);
- Начина на декодиране/кодиране (пример: JPEG, tar, MPEG 2);
- Произход – историята на актива до момента на „улавяне“;
- Собственост на актива;
- Право на достъп;
- Други.

### Погрешни схващания
Едно от най-разпространените погрешни схващания е, че системата за управление на съдържанието сама по себе си стои в основата на успеха и популярността на един сайт. Тя служи за улеснение на собственика или уебмастъра, но успехът на сайта се дължи на качественото съдържание, услугите, които се предлагат и маркетинговата стратегия. Друго погрешно схващане е, че подобна система изцяло отхвърля нуждата от наемане на професионален уеб разработчик, който да прави промени на сайта. Много често дори потребители на една от най-популярните системи Drupal прибягват до професионални услуги за въвеждането ѝ в експлоатация и по-нататъшната ѝ поддръжка, заради комплексната функционалност, която тя предлага.